# Nephrotoma crocata crocata
Nephrotoma crocata crocata is een tweevleugelige uit de familie langpootmuggen (Tipulidae). De ondersoort komt voor in het Palearctisch gebied.